# Gonolobus exannulatus
Gonolobus exannulatus är en oleanderväxtart som beskrevs av W.D.Stevens. Gonolobus exannulatus ingår i släktet Gonolobus och familjen oleanderväxter. Inga underarter finns listade i Catalogue of Life.